# ورنه (شبک)
ورنه (شبک) (به لاتین: Varna (Šabac)}} یک عوارض جغرافیایی در صربستان است که در Mačva District واقع شده‌است.

## خصوصیات
ورنه ۱٬۷۲۰ نفر جمعیت دارد.